# Tomopleura subtilinea
Tomopleura subtilinea is een slakkensoort uit de familie van de Borsoniidae. De wetenschappelijke naam van de soort is voor het eerst geldig gepubliceerd in 1918 door Hedley.